# Tour de Pologne 1980
37. edycja wyścigu kolarskiego Tour de Pologne odbyła się w dniach 1–9 lipca 1980. Rywalizację rozpoczęło 100 kolarzy, a ukończyło 81. Łączna długość wyścigu – 1281,9 km.
Pierwsze miejsce w klasyfikacji generalnej zajął Czesław Lang (Polska I), drugie Tadeusz Wojtas (Polska II), a trzecie Jan Jankiewicz (Polska I).
Wyścig, który był próbą generalną przed zbliżającymi się igrzyskami olimpijskimi w Moskwie (miał wyłonić reprezentację na tę imprezę) miał bardzo dobrą obsadę krajową (nie mógł wystartować jedynie ze względów zdrowotnych Szurkowski), a wśród gości zagranicznych znalazły się ekipy z Austrii, NRD, ZSRR, Kuby i Holandii (nie przyjechali awizowani wcześniej Portugalczycy i Włosi). Rozegrana w Bieszczadach jazda drużynowa na czas (wyniki poszczególnych członków zespołu zaliczane były do klasyfikacji indywidualnej), konfiguracją trasy podobna do "Kryłatskoje", gdzie wkrótce mieli ścigać się kolarze na igrzyskach, miała optymalnie przygotować do walki polski zespół. Sędzią głównym wyścigu był Vasilije Morovic (Jugosławia).

## Etapy
| Etap      | Data    | Start – meta                           | Długość (km)             | Zwycięzca etapu       | Lider            |
| prolog    | 1 lipca | Warszawa (prolog o Memoriał H. Łasaka) | 0,9                      | Ireneusz Walczak      | Ireneusz Walczak |
| I etap    | 2 lipca | Warszawa – Biała Podlaska              | 148                      | Tadeusz Wojtas        | Ireneusz Walczak |
| II etap   | 3 lipca | Biała Podlaska – Puławy                | 170                      | Tadeusz Mytnik        | Tadeusz Mytnik   |
| III etap  | 4 lipca | Puławy – Lublin                        | 47 (jazda druż. na czas) | Polska I              | Jan Jankiewicz   |
| IV etap   | 4 lipca | Lublin – Zamość                        | 136                      | Lechosław Michalak    | Jan Jankiewicz   |
| V etap    | 5 lipca | Tarkawatka – Przemyśl                  | 160                      | Lechosław Michalak    | Jan Jankiewicz   |
| VI etap   | 6 lipca | Solina – Polańczyk                     | 190                      | Tadeusz Wojtas        | Czesław Lang     |
| VII etap  | 7 lipca | dookoła Ustrzyk Dolnych                | 155                      | Michael Peduzzi       | Czesław Lang     |
| VIII etap | 8 lipca | Bukowiec – Lesko                       | 29 (jazda ind. na czas)  | Jan Jankiewicz        | Czesław Lang     |
| IX etap   | 8 lipca | Sanok – Gorlice                        | 97                       | Ireneusz Walczak      | Czesław Lang     |
| X etap    | 9 lipca | Gorlice – Tarnobrzeg                   | 149                      | Zbigniew Szczepkowski | Czesław Lang     |

## Końcowa klasyfikacja generalna

### Klasyfikacja indywidualna
| Poz. | Zawodnik           | Kraj    | Zespół     | Czas (średnia km/h)       |
| ---- | ------------------ | ------- | ---------- | ------------------------- |
| 1.   | Czesław Lang       | Polska  | Polska I   | 30h 23' 07" (42,188 km/h) |
| 2.   | Tadeusz Wojtas     | Polska  | Polska II  | +01' 34"                  |
| 3.   | Jan Jankiewicz     | Polska  | Polska I   | +01' 35"                  |
| 4.   | Martin Götze       | NRD     | NRD        | +01' 48"                  |
| 5.   | Jan Krawczyk       | Polska  | Polska I   | +03' 08"                  |
| 6.   | Peter Muckenhuber  | Austria | Austria    | +03' 16"                  |
| 7.   | Tadeusz Mytnik     | Polska  | MON        | +03' 37"                  |
| 8.   | Jan Faltyn         | Polska  | Metalowiec | +03' 38"                  |
| 9.   | Jan Brzeźny        | Polska  | Polska II  | +03' 55"                  |
| 10.  | Lechosław Michalak | Polska  | Polska I   | +04' 17"                  |

### Klasyfikacja drużynowa
Klasyfikacji drużynowej nie przeprowadzono.

### Klasyfikacja najaktywniejszych
| 1. | Lechosław Michalak    | Polska | 19 pkt |
| 2. | Santos Rodriquez      | Kuba   | 8 pkt  |
| 3. | Zbigniew Szczepkowski | Polska | 8 pkt  |
| 4. | Jan Brzeźny           | Polska | 6 pkt  |
| 5. | Ireneusz Walczak      | Polska | 5 pkt  |

### Klasyfikacja punktowa
(od 2005 roku koszulka granatowa)
| 1. | Lechosław Michalak | Polska | 125 pkt |
| 2. | Tadeusz Wojtas     | Polska | 154 pkt |
| 3. | Martin Götze       | NRD    | 158 pkt |
| 4. | Roman Cieślak      | Polska | 159 pkt |
| 5. | Ireneusz Walczak   | Polska | 198 pkt |